# Saint-Malo-des-Trois-Fontaines
Saint-Malo-des-Trois-Fontaines település Franciaországban, Morbihan megyében. Lakosainak száma 562 fő (2022. január 1.). Saint-Malo-des-Trois-Fontaines Mohon, Guilliers, Loyat, Taupont, Helléan, La Grée-Saint-Laurent és Forges de Lanouée községekkel határos.

## Népesség
A település népessége az elmúlt években az alábbi módon változott:
| Lakosok száma | 607  | 505  | 462  | 543  | 549  | 556  | 568  | 584  | 596  | 562  |
|               | 1968 | 1982 | 1990 | 2006 | 2013 | 2015 | 2017 | 2019 | 2020 | 2022 |